# 菊地美奈
菊地 美奈（きくち みな、1971年8月30日 - ）は、東京都出身の日本のソプラノ歌手、脚本家、訳詞家、プロデューサーである。

## 経歴
東京都生まれ。祖母は日本女子大学名誉教授の辻きよ、祖父・辻勇は吉行あぐりの夫・辻復の兄。日本女子大学附属豊明幼稚園から日本女子大学附属豊明小学校、日本女子大学附属中学校、日本女子大学附属高等学校を経て、東京芸術大学音楽学部声楽科卒業、同大学院独唱専攻修了。二期会オペラスタジオマスタークラス43期修了。二期会会員。二期会講師、東海大学非常勤講師、朝日カルチャーセンター講師、音楽ビヤプラザライオン歌手兼プロデューサー。

## 主なオペラ出演歴
- サイトウ・キネン・フェスティバル松本in 松本城野外コンサート『ファウストの劫罰』天の声　小澤征爾指揮　(1999年)[3]
- 新国立劇場『魔笛』パミーナ　(2000年)
- 新国立劇場『ジークフリート』森の小鳥　準・メルクル指揮、K.ウォーナー演出　(2003年)[4]
- 東京オペラ・プロデュース『カプリッチョ』伯爵令嬢マドレーヌ　(2004年)[5]
- 二期会・ハンブルク州立歌劇場共催『皇帝ティトの慈悲』セルヴィーリア　(2006年)
- 佐渡裕プロデュース『カルメン』フラスキータ　(2009年)
- 二期会『メリー・ウィドウ』ヴァランシエンヌ　(2010年)
- 二期会『フィガロの結婚』スザンナ　デニス・ラッセル・デイヴィス指揮、宮本亜門演出　(2011年)
- 二期会『ホフマン物語』ジュリエッタ　ミシェル・プラッソン指揮、粟国淳演出　(2013年)[2]

## その他の活動
- コメディ・オペラ・ユニットオペラ三昧メンバー[6]
- ドビュッシー月の光　作詞
- カールマン『伯爵令嬢マリツァ』訳詞
- ベナツキー『白馬亭にて』訳詞[7]
- チャリティCD『日本のうた』
- TOKYO MX制作　私立恵比寿中学出演番組『エビ中グローバル化計画』ゲスト出演[8]